# Amalosia robusta
Amalosia robusta (кремезний оксамитовий гекон) — вид геконоподібних ящірок родини диплодактилідів (Diplodactylidae). Ендемік Австралії.

## Поширення й екологія
Кремезні оксамитові гекони мешкають у прибережних і внутрішніх районах на південному сході Квінсленду (на північ до плато Атертон) та на північному сході Нового Південного Уельсу. Вони живуть у сухих склерофільних лісах, рідколіссях, серед скель та поблизу людських поселень, ховаються під корою або в тріщинах скель.